# Acronyches rarus
Acronyches rarus är en tvåvingeart som beskrevs av Martin 1968. Acronyches rarus ingår i släktet Acronyches och familjen rovflugor. Inga underarter finns listade i Catalogue of Life.